# Rheinisches Schützenmuseum Neuss
Das Rheinische Schützenmuseum Neuss mit Joseph-Lange-Schützenarchiv wurde 2004 gegründet. Träger ist die Stiftung „Rheinische Schützenmuseum Neuss mit Joseph-Lange-Schützenarchiv“, die von der Stadt Neuss, dem Rhein-Kreis Neuss und dem Neusser Bürger-Schützen-Verein getragen wird. Vorsitzender der Stiftung ist der Präsident des Neusser Bürger-Schützen-Vereins Martin Flecken.
Ziel des Museums mit Archiv ist es, die reiche Überlieferung der Schützenvereine und Schützenbruderschaften des gesamten Rheinlandes zu erfassen, zu sichern und zu präsentieren bzw. für die Forschung zugänglich zu machen. Untergebracht ist es im Haus Rottels in Neuss.
Die Idee zu einem Schützenmuseum und -archiv hatte der Neusser Schützenkönig 1959/60 Joseph Lange (1911–2007), der als Königsgeschenk ein Bleiglasfenster mit der Bemerkung überreichte, nun solle ein Haus der Schützen „drumherum“ gebaut werden.
Seit Februar 2005 arbeiten zwei wissenschaftliche Halbtagskräfte in Museum und Archiv, die für den Aufbau verantwortlich sind. Eine erste Ausstellung war im Juni 2005 anlässlich der Neusser Kulturnacht die Präsentation des Neusser Silberschatzes.
Im Mai 2006 startete eine neue wissenschaftliche Reihe: „Beiträge zum Rheinischen Schützenwesen“. Herausgeber sind die wissenschaftlichen Mitarbeiter Britta Spies und Christoph Waldecker. Band 1 ist dem Initiator des Schützenmuseums und -archivs, Joseph Lange, zu seinem 95. Geburtstag gewidmet und trägt den Titel „Neusser – Bürger – Schützen. Die Sammlung Joseph Lange/Neusser Bürger-Schützen-Verein“ ISBN 3-936542-24-4. Der Band enthält Beiträge Langes zum Neusser Schützenwesen aus mehreren Jahrzehnten sowie das Findbuch seiner in vielen Jahren zusammen getragenen Sammlung, das in weiten Teilen mehr eine Dokumentation darstellt.